# HD 172864
HD 172864，又名BD+83 536，SAO 3056、HR 7025，是一颗恒星，视星等为6.17，位于銀經115.27，銀緯27.73，其B1900.0坐标为赤經18h 37m 21.8s，赤緯+83° 27.73′ 6″。